# 中国客家博物馆
中国客家博物馆位于梅州市梅江区东山大道客家公园内。

## 历史
2008年建成开馆，由五个展厅的主馆及黄遵宪纪念馆、大学校长馆、将军馆等分馆组成。主馆总占地面积163.2亩，建筑面积1.5万平方米，现有文物194件，文献史料近100件，叶选平题写馆名。是国家4A级景区。